# Брук Скалліон
Брук Скалліон (нар. 31 березня 1999), іноді відома під мононімом Брук (англ. Brooke) — ірландська співачка. Представниця Ірландії на Пісенному конкурсі Євробачення 2022 в Турині, Італія з піснею «That's Rich», на якому зайняла 15 місце у півфіналі. У 2020 році була учасницею дев'ятого сезону The Voice UK, де посіла третє місце.

## Біографія
Скалліон народилася 31 березня 1999 року в Беллагі, графство Лондондеррі, Північна Ірландія. Співачка з юних років займалася як сценічним мистецтвом, так і спортом. У середній школі Брук вона виступала в декількох музичних постановках, серед яких «Fame», «Mamma Mia!» та «Sister Act». Вона грала у старшій команді з камогі Wolfe Tones GAC.
Брук була студенткою драми в Ольстерському університеті в Магі.
Крім співу, Брук працює особистим помічником агента з нерухомості в Тумі, графство Антрім.

## Кар'єра

### The Voice UK
У 2020 році Скалліон пройшла прослуховування до дев'ятого сезону The Voice UK. На сліпих прослуховуваннях вона змогла обернути крісла всіх чотирьох тренерів й обрала Меган Трейнор своєю тренеркою. У підсумку Брук фінішувала на третьому місці конкурсу.

### Пісенний конкурс Євробачення 2022
У січні 2022 року Брук була оголошена однією з шести фіналістів, які змагалися на Eurosong 2022, національному відборі Ірландії, який був призначений для визначення представника країни на Євробаченні 2022. Брук зі своєю піснею «That's Rich» виграла Eurosong 2022 з двадцятьма вісьмома балами. Вона отримала по дванадцять балів від міжнародного журі та телеголосування та чотири бали від журі у студії. Скалліон представляла Ірландію на Пісенному конкурсі Євробачення 2022 у Турині, однак не змогла пройти у фінал. Співачка отримала 35 балів від глядачів (11 місце) та 12 балів від журі (16 місце) й посіла загальне 15 місце у півфіналі.

### Танці з зірками
З січня по березень 2023 року Скалліон була учасницею шостого сезону ірландських Танців з зірками. Спочатку її партнером був Мауріціо Бененато, проте на 3-му тижні йому довелося покинути шоу з посиланням на особисті причини. Партнером Скалліона після цього Роберт Ровінський. На першому тижні вона отримала 25 балів, що є рекордним балом для першого тижня шоу. Скалліон і Ровінські в кінцевому підсумку дійшли до фіналу, де посіли друге місце після Карла Маллана й Емілі Баркер.

## Дискографія

### Сингли
| Назва          | Рік  | Альбом        |
| -------------- | ---- | ------------- |
| «Attention»    | 2020 | Chaotic Heart |
| «That's Rich»  | 2022 | Chaotic Heart |
| «Tongues»      | 2022 | Chaotic Heart |
| «Heartbreaker» | 2022 | Chaotic Heart |
| «Come Alive»   | 2023 | Chaotic Heart |
| «Being Alone»  | 2023 | поза альбомом |